# Zamach w Machaczkale (2012)
Zamach w Machaczkale − podwójny zamach z 3 maja 2012 przeprowadzony w dagestańskim mieście Machaczkała. W wyniku eksplozji bomb zginęło 14 osób, a 87 zostało rannych.
Pierwsza eksplozja została wywołana przez samochód-pułapkę, który podjechał pod policyjny drogowy punkt kontrolny. Druga eksplozja nastąpiła 20 minut później, kiedy na miejsce pierwszego ataku przybyły służby ratunkowe. W obu atakach użyto łącznie 150 kg trotylu.
Za zamachem stał Emirat Kaukaski.